# 新加坡—越南關係
新加坡－越南關係（越南语：／*/?），是指歷史上的新加坡和越南（包括現在新加坡共和國與越南社會主義共和國）之間的雙邊關係。新加坡於19世紀起便與越南有商貿往來。由於新加坡的反共政策，早年新加坡政府支持越南共和國，越南共和國亦成為首批承認新加坡的亞洲國家之一，其後新加坡亦與北越在1973年8月1日建交。1975年越南統一後，新加坡開始改善與越南社會主義共和國政府的關係。兩國關係曾在1960至80年代因马来亚共产党叛乱及柬越戰爭而惡化，其後已恢復。
新加坡和越南現時保持著優秀和多方面的雙邊關係，兩國亦同時是東南亞國家聯盟的成員。

## 歷史
新加坡與越南的商貿往來自19世紀開始，當時有越南商船前往新加坡作轉口貿易並在新加坡售賣貨物。
越南民主共和國首任國家主席胡志明被香港政府釋放後，曾化名阮愛國在新加坡居留。1932年胡志明被新加坡警方拘捕，其後被遣返香港。1941年12月，日本透過位處越南南部的基地攻打新加坡，使新加坡步入日治時期。戰後，法國以新加坡作為中繼站，派出軍隊及裝備對付支持越南獨立運動人士。
1954年，日內瓦會議決定，越南北部屬於共產黨領導的越南民主共和國，越南南部則成立反共政權越南共和國。新加坡政府早年由於實行反共政策，於是支持越南共和國。1965年，新加坡從馬來西亞獨立時，越南共和國亦成為首批與新加坡建交的亞洲國家之一。同时北越加大对马来亚共产党的支持对抗反共的马新两国。
1973年8月1日，新加坡與北越建交。1975年，越南共和國滅亡，越南統一。新加坡開始改善與統一後的越南政府的關係。1978年10月，越南總理范文同訪問新加坡，成為越南統一後首位訪問新加坡的越南政府首腦。但越南当时已与其最大盟友中华人民共和国的关系破裂，出于与中国争夺势力范围的原因，并未放弃对马共的支持，两国关系因此进展困难。
1978年12月，越南派兵佔領柬埔寨，柬越戰爭爆發。新加坡支持柬埔寨境內的反越勢力，並發起國際行動要求譴責越南。新加坡亦拒絕承認柬埔寨人民共和國。兩國關係直至1988年越南放弃支持马共、1990年從柬埔寨撤軍，以及1995年加入東南亞國家聯盟後方回復正常。現時新加坡與越南領導人有定期會晤。2004年，越南總理潘文凱訪問新加坡，兩國簽訂《21世紀全面合作框架聯合聲明》。2013年，新加坡總理李顯龍訪越，兩國建立戰略夥伴關係。2015年，越南總理阮晉勇更在同一年兩次訪問新加坡，分別出席新加坡前內閣資政李光耀的喪禮和出席新加坡建國五十周年慶祝活動。

## 經貿關係
- 新加坡到越南的出口貿易[6]
- 越南到新加坡的出口貿易[7]

根據經濟複雜性研究中心網站上的數據，1990年代新加坡對越南出口額一直徘徊在10億美元左右。1999年起新加坡對越南出口額開始上升，至2008年更高達超過80億美元，雖其後回跌，但出口額仍然達40億美元。新加坡主要向越南出口精煉石油等。
越南對新加坡的出口額在1990年代一直徘徊在4億美元左右。1999年起開始上升，至2008年達至近24億美元。其後回落至2012年的不足16億美元，至2013年方回升。越南對新加坡的出口貨品主要以原油為主。
1993年5月5日，越南－新加坡合作委員會成立。2005年12月6日，新加坡貿易和工業部和越南工商部在新加坡簽訂《新加坡－越南連繫框架合作協議》，涵蓋金融、投資、貿易及服務、交通、資訊及通訊科技、教育及訓練，並於2006年1月23日生效。2014年，新加坡是越南第三大投資國，累積投資額為327億美元，在越南投資了1300項項目。越南平陽省、海防市、北寧省、廣義省、海陽省和乂安省設有越南－新加坡工業園區。
2013年9月13日，新加坡贸易和工业部部長林勛強與越南計劃暨投資部部長裴光榮在胡志明市主持第九屆新加坡－越南連繫會議。

## 文化關係
自1992年起，有16000名越南官員曾接受新加坡合作計劃的培訓，涵蓋医疗保健、环境、金融、贸易、生产力、公共管理和英语培训。2002年，越南－新加坡培圳中心在河內成立。
新加坡亦為完成初中教育並在英語及課外活動有良好表現的越南學生發放東盟獎學金。

## 外部連結
- 新加坡駐越南大使館官方網站 （页面存档备份，存于）
  - 新加坡駐胡志明市總領事館官方網站 （页面存档备份，存于）
- 越南駐新加坡大使館官方網站